# ملبيغة طويلة الأوراق
ملبيغيا طويلة الأوراق (الاسم العلمي:Malpighia longifolia) هي نوع من النباتات يتبع جنس الملبيغيا من الفصيلة الملبيغية.